# Panoramica

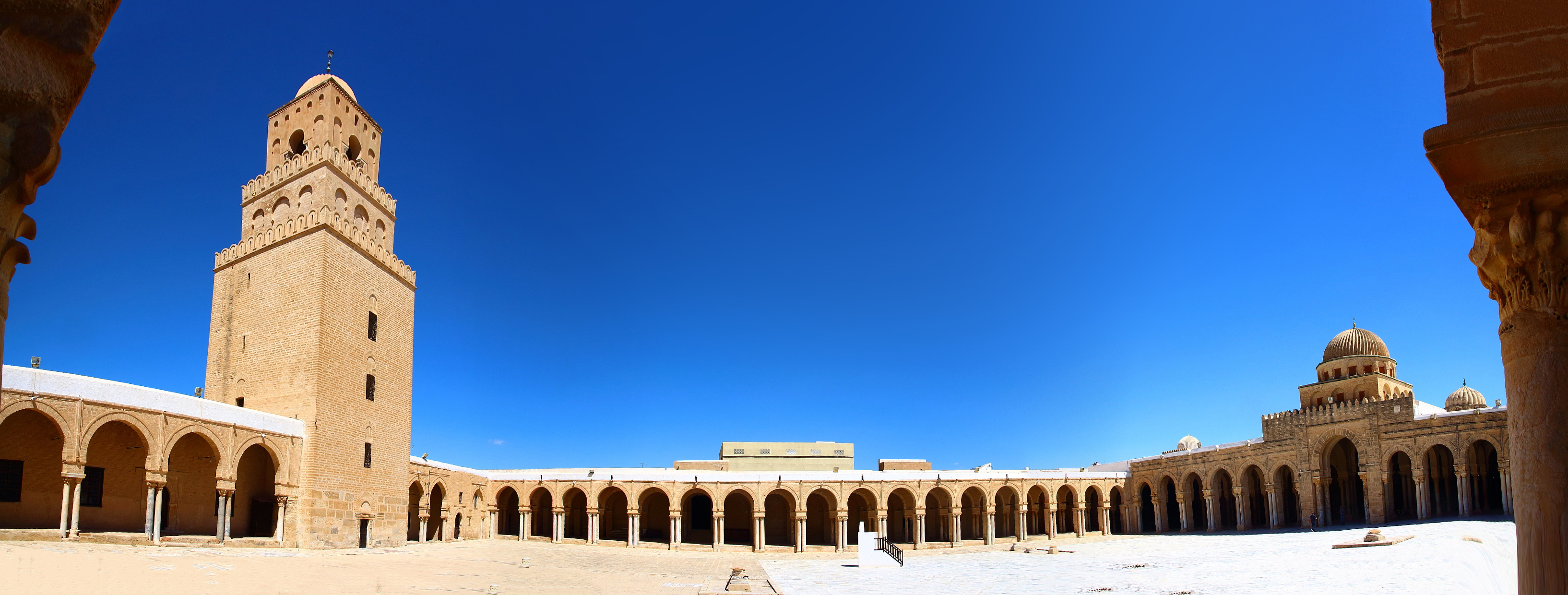
Panorama del giardino interno della grande Moschea di Kairouan, in Tunisia

Una panoramica è una ripresa realizzata facendo ruotare (o inclinando) una macchina da presa, o una telecamera, sul proprio asse.
Tale movimento è solitamente reso possibile dalla testata di un cavalletto, che consente di ottenere la fluidità necessaria. Possiamo distinguere vari tipi di movimento: orizzontale (in inglese "panning"), verticale (in inglese "tilting"), obliquo (sbloccando completamente la testata), a 360 gradi, circolare, o composto (sommando più movimenti).
La panoramica può naturalmente essere combinata con tutti gli altri movimenti di macchina, ed in particolare con la carrellata. Ad esempio, partendo da un particolare, si può allargare dolcemente l'inquadratura spostandosi allo stesso tempo verso sinistra e concludendo in un "campo lungo".
La realizzazione pratica segue spesso delle regole di base: l'inquadratura di partenza e quella di arrivo sono immagini fisse, e la panoramica deve essere condotta con precisione, senza oscillazioni, aumentando la velocità nella parte centrale per poi rallentare all'arrivo. In effetti, non è un movimento naturale per l'occhio umano (che tende piuttosto ad esplorare un paesaggio muovendosi a scatti da un punto interessante ad un altro), e per questo è usato con moderazione o con movimenti lentissimi, a volte impercettibili.
In base alla scena ripresa e al movimento seguito, possiamo distinguere panoramiche "ad allargare", "a stringere", "a seguire" (inseguendo un soggetto), o "a schiaffo": quest'ultima è una velocissima panoramica, detta "swish pan", spesso usata in scene drammatiche per rendere l'idea della velocità di oggetti lanciati, come un coltello o una pallottola. La panoramica "descrittiva", infine, può essere usata con efficacia per presentare un personaggio (ad esempio iniziando dai piedi per poi salire lentamente fino a rivelare il volto), o un ambiente (una panoramica di una stanza ci dà l'idea anche di chi ci vive).